# Andreas Exner (Künstler)
Andreas Exner (* 1962 in Gelsenkirchen) ist ein deutscher Maler und Bildhauer. Von 1988 bis 1993 studierte er an der Städelschule in Frankfurt am Main. In den 1990er Jahren erregten seine „Kleider“ Aufmerksamkeit, gegenwärtig ist er für seine Installationen der „Angewandten Monochromen Malerei“ bekannt.

## Leben und Werk
Andreas Exner absolvierte zunächst eine Druckerlehre und studierte Malerei bei Franz Dank an der Fachhochschule Köln. Von 1988 bis 1993 studierte er bei Jörg Immendorff und Raimer Jochims an der Städelschule. Dem Begriff einer „Malerei im erweiterten Feld“ verpflichtet, oszillieren Andreas Exners Werke zwischen Malerei, Bildhauerei und kontextbezogener Installationskunst. Er gilt als einer der wenigen zeitgenössischen deutschen Künstler, in deren Werken sich die aktuellen Ideen der italienischen Arte Povera manifestieren.
Andreas Exner erhielt u. a. 1995 ein DAAD-Stipendium für einen Aufenthalt in Florenz, 1996 das Arbeitsstipendium der Stiftung Kunstfonds, Bonn und 2003–2004 das Londoner Atelierstipendium der Hessischen Kulturstiftung. Seit 2006 ist er Dozent am Institut für Kunstpädagogik der Goethe-Universität, Frankfurt, im Bereich Plastik und künstlerische Raumkonzepte. Masterclasses und Seminare hat er u. a. an der École supérieure des arts décoratifs de Strasbourg (EADS) und am Victorian College of the Arts (VCA) in Melbourne gehalten. Zusammen mit der deutsch-australischen Kuratorin Zylvia Auerbach gründete er im Jahr 2000 den KANN-Verlag für unabhängige Künstlerpublikationen. Andreas Exner lebt in Frankfurt am Main.